# Tryssetus spinarmatus
Tryssetus spinarmatus – gatunek kosarza z podrzędu Laniatores i rodziny Podoctidae. Jedyny znany przedstawiciel monotypowego rodzaju Tryssetus.

## Występowanie
Gatunek endemiczny dla Mauritiusu.